# Cesnola-Krater

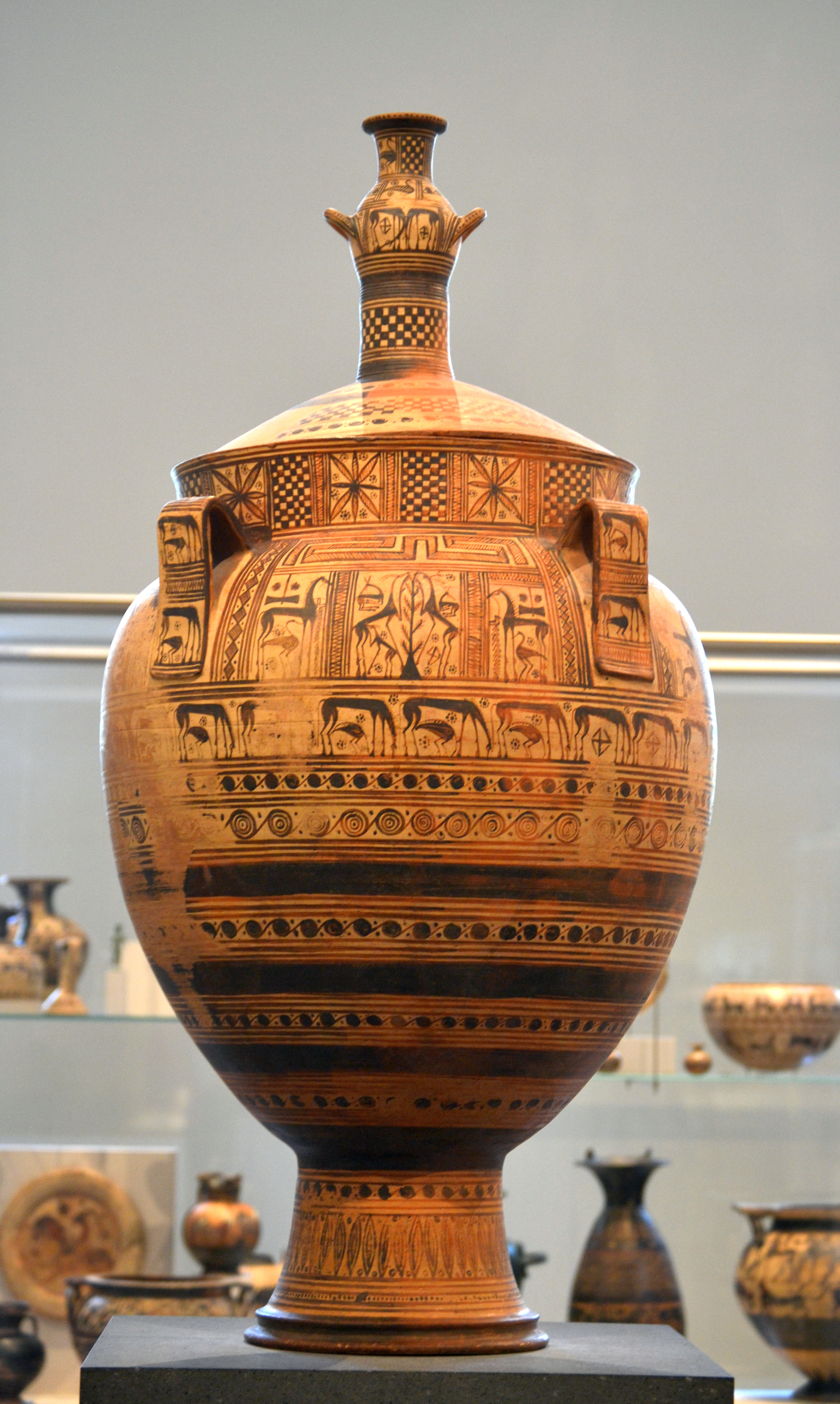
Hauptseite des Cesnola-Kraters.

Der Cesnola-Krater beziehungsweise die Cesnola-Vase ist die Namenvase des spätgeometrisch-euböischen Vasenmalers Cesnola-Maler. Der in die Zeit um 750 bis 740 v. Chr. datierte Krater weist eine ungewöhnliche Form auf und zeigt einige Neuerungen in der Verzierung.
Der Krater hat einschließlich des zugehörigen Deckels, dessen Griff als Miniatur-Hydria gearbeitet ist, eine Höhe von 114,9 Zentimetern. Er wurde in einem monumentalen Grab in Kourion auf Zypern gefunden und kam über die Sammlung des Finders Luigi Palma di Cesnola 1874 in die Antikensammlung des Metropolitan Museum of Art in New York, wo er heute unter der Inventarnummer 74.51.965 als eines der zentralen Stücke der Galerie 152 (Archaische griechische Kunst des siebten und sechsten Jahrhunderts v. Chr.), der Ostseite des Robert and Renée Belfer Courts, ausgestellt wird. Der Krater wird ohne Vitrine frei auf einer Basis stehend und von allen Seiten betrachtbar gezeigt. Neben der Cesnola-Vase sollen noch zwei weitere Oinochoen gefunden worden sein, von denen eine ebenfalls dem Cesnola-Maler zugeschrieben wird.
In seiner Arbeit verbindet der Maler Traditionen Vorderasiens mit Einflüssen aus dem griechischen Mutterland und von den griechischen Inseln. Der eiförmige Vasenkörper steht auf einem separat gefertigten und in einem späteren Produktionsprozess vor dem Brand verbundenen mittelhohen Fuß. Die Mündung ist ähnlich dem Hals von Halsamphoren abgesetzt. An der Schulter sind vier breite, bandförmige Henkel in gleichmäßigen Abständen angebracht. Sie stehen an ihren höchsten Punkten über dem Hals über, werden aber wieder mit den Körper und nicht dem Hals verbunden. Der zugehörige Deckel ist erhalten. Der lange Griff endet in einer Miniatur-Hydria. Fuß, Hals, Deckel und vor allem die untere Hälfte des Vasenkörpers sind mit typischen geometrischen Mustern versehen: gefüllte und ungefüllte Spiralen, Kreise, breite und schmale Streifen. Der obere Teil des Gefäßkörpers ist mit zwei Tierfriesen verziert, mit drei kleinen Friesen die Hydria des Deckels und mit einzelnen Tieren die Henkel. Der untere Fries des Körpers zeigt für geometrische Vasen der Zeit typische langbeinige Pferde beim Grasen, zwischen ihren Beinen ist jeweils ein großer Vogel (möglicherweise ein Kranich) wiedergegeben. Der Hauptfries zeigt als zentrales Bild Hirsche oder Ziegen, die ihre Vorderbeine auf ein Bäumchen, den Baum des Lebens stellen, um besser an diesem knabbern zu können. Das linke Tier säugt dabei ein Junges. Zudem werden im oberen Teil jeweils ein gelagertes Tier gezeigt. Tiere, die einen heiligen Baum flankieren sind aus der Kunst Vorderasiens übernommen. Die Paneele neben dem Hauptbild zeigen wie der untere Fries jeweils ein Pferd und zwischen deren Beinen große Vögel. Der freie Raum wird jeweils mit einer Doppelaxt gefüllt. Diese Äxte sind Anklänge an die minoische Kunst des zweiten vorchristlichen Jahrtausends. Die Tiere auf dem Baum sind ebenso wie die gefüllten, handgemalten Spiralen Motive, die der Cesnola-Maler mit dieser Vase in das Repertoire der griechischen Vasenmaler einführte.
Für lange Zeit wurde seit den 1870er Jahren die Herkunft der Vase und damit die des Künstlers diskutiert. So war hinsichtlich der Provenienz vor allem Naxos im Gespräch, das auch als Produktionsort vorgeschlagen wurde. Mittlerweile haben Tonanalysen und dem Maler zugewiesene Neufunde bewiesen, dass die Vase auf Euböa hergestellt wurde.

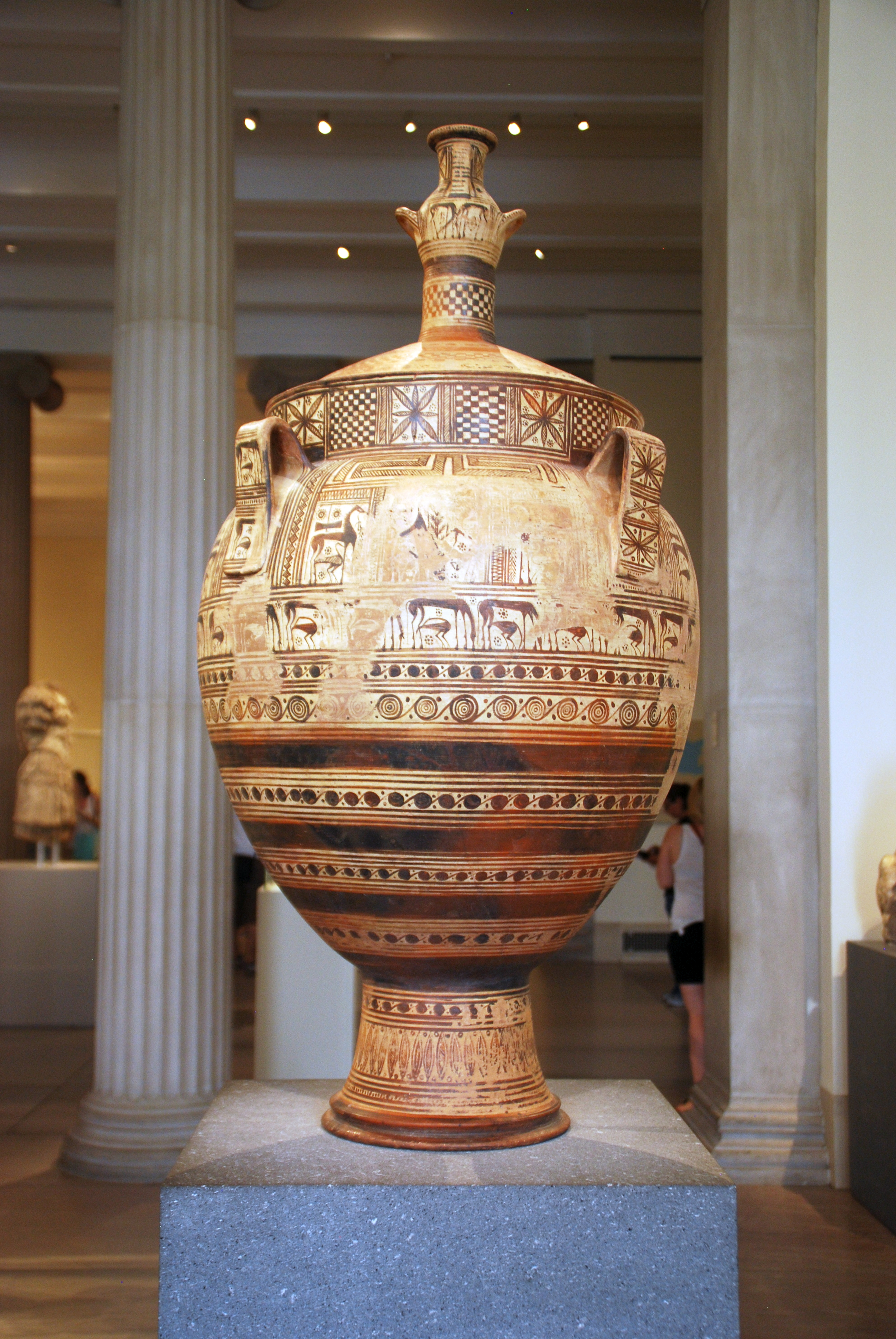
Rückseite
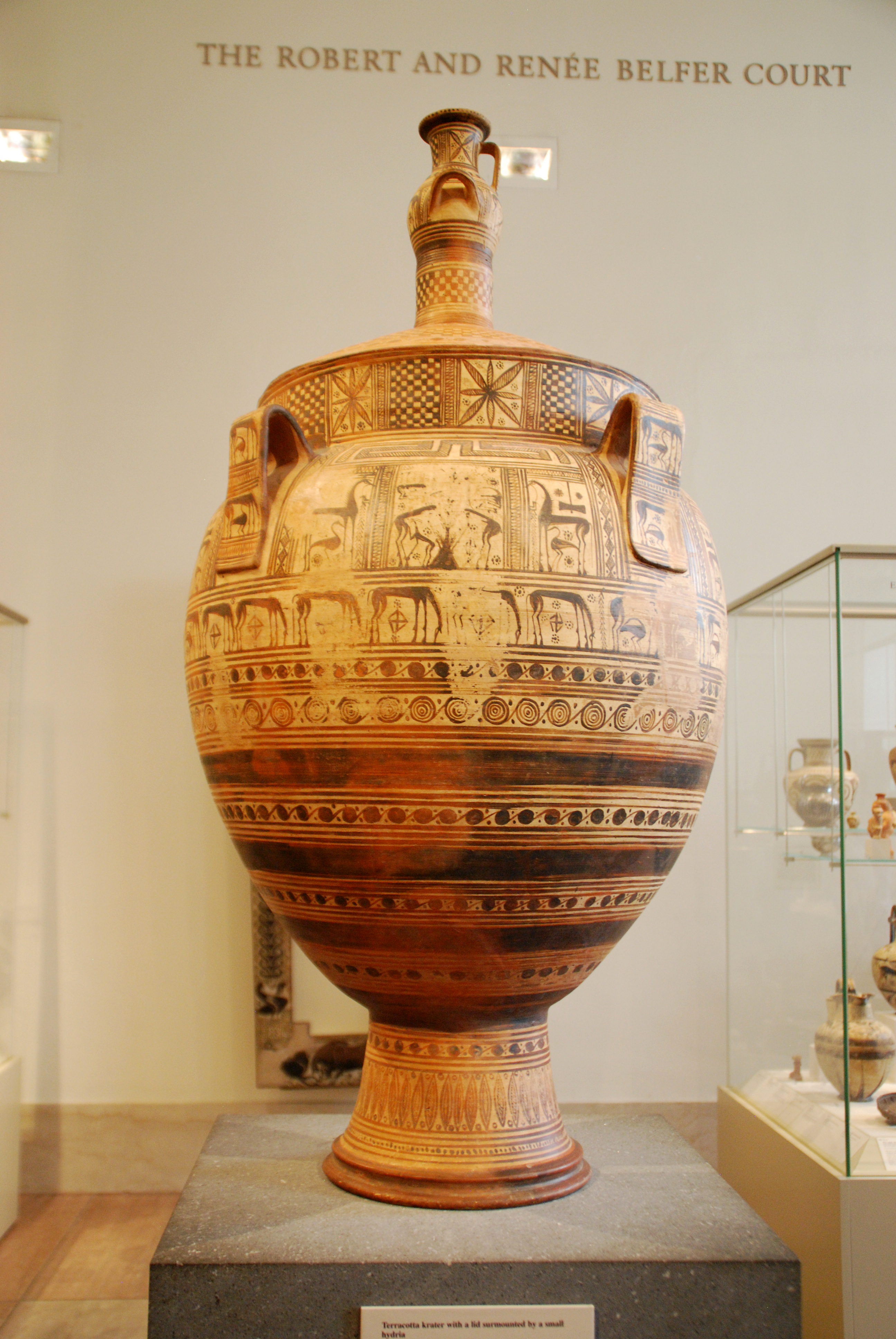
Dritte Seite
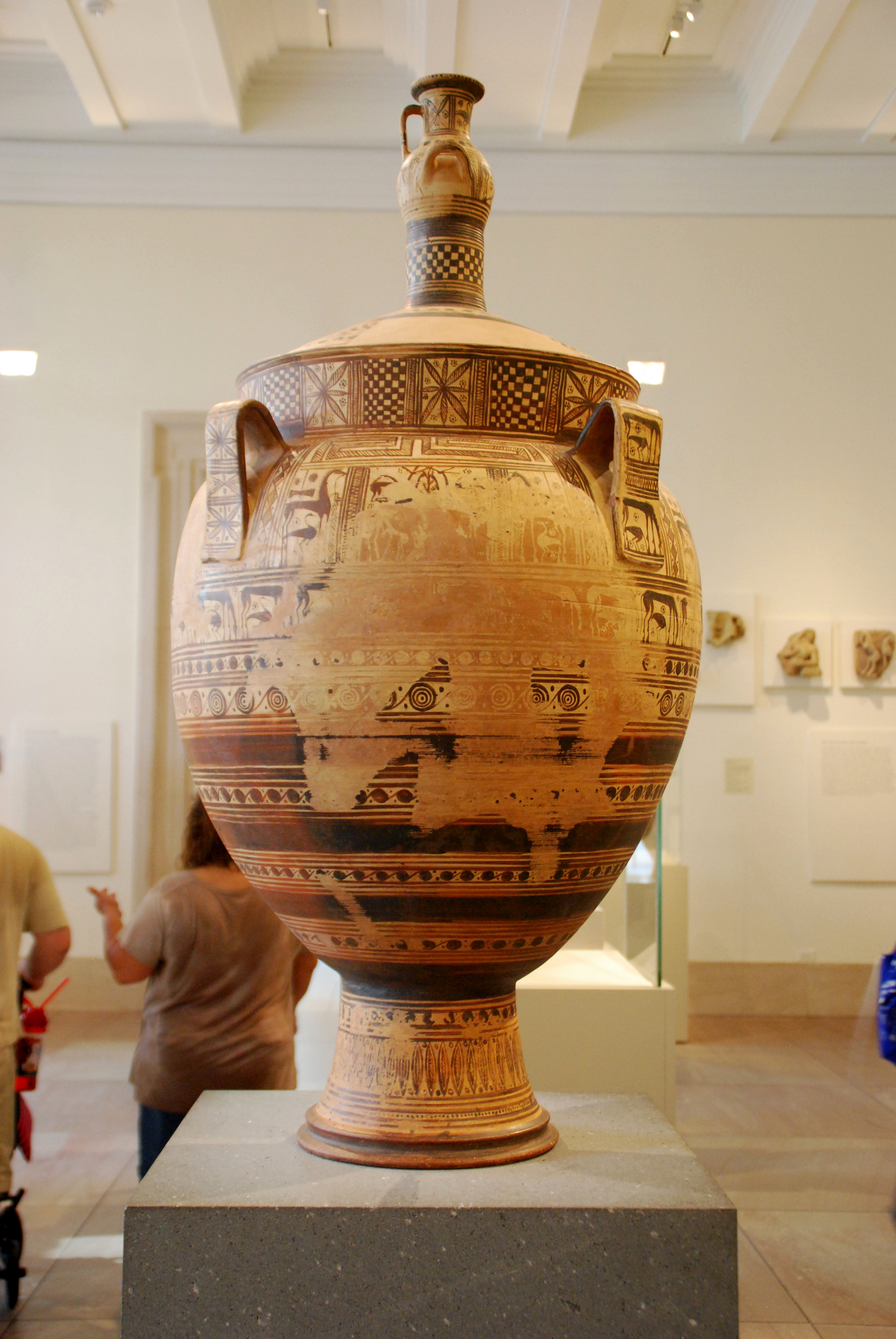
Vierte Seite